# Eginhard Wegner
Eginhard Friedrich Ludolf Wegner (* 8. Juli 1918 in Anklam; † 20. Januar 2001 in Greifswald) war ein Dozent im Fach Geographie an der Ernst-Moritz-Arndt-Universität in Greifswald.

## Leben
Eginhard Wegner wurde als Sohn des königlich-preußischen Seminarlehrers Otto Wegner und dessen Ehefrau Margarete, geb. Körk, geboren. Durch einen beruflichen Wechsel des Vaters kam er in die Provinzhauptstadt Stettin, wo er von 1925 bis 1929 die Grundschule und danach bis zum Herbst 1937 das Stadtgymnasium, die spätere Ratsschule, Oberschule für Jungen, besuchte. Anschließend studierte er bis zum Sommer 1939 an der Hochschule für Lehrerbildung in Kiel. Im Herbst 1939 wurde Wegner zum Militärdienst einberufen und nahm bis zum Kriegsende 1945 am Zweiten Weltkrieg teil. Anschließend war er bis 1947 in Kriegsgefangenschaft.
Nach der Entlassung zog er nach Greifswald, wo er ein Studium in den Fächern Geographie, Geschichte, Deutsch und Pädagogik aufnahm. Gleichzeitig begann er seine Tätigkeit als wissenschaftliche Hilfskraft, später wissenschaftlicher Mitarbeiter am Geographischen Institut der Greifswalder Universität. 1951 bestand er das pädagogische Staatsexamen und 1952 das Fachexamen in Geschichte. 1959 wurde er mit einer Arbeit zur Historischen Geographie Vorpommerns zum „doctor rerum naturalium“ promoviert.
1949 heiratete er Gertraud Blaudow. 1950 und 1952 wurden die beiden Kinder geboren. 1969 beförderte man Wegner zum wissenschaftlichen Oberassistenten und im selben Jahr erhielt er die „facultas docendi“. 1971 wurde er Dozent für Politische und ökonomische Geographie und 1976 Stellvertretender Sektionsdirektor für Forschung. 1983 ging Wegner nach Erreichen der Altersgrenze in den Ruhestand.
Ab da, verstärkt aber ab 1990 widmete er sich der weiteren Edition der Schwedischen Landesaufnahme von Vorpommern. Zu seinem 80. Geburtstag erhielt er von Schülern und Freunden eine Festschrift. Im Mai 2001 fand in Greifswald ein Gedenkkolloquium mit dem Themenschwerpunkt Historische Geographie statt. Seine bisher nur in Auszügen veröffentlichte Dissertation wurde 2009 von der Historischen Kommission für Pommern herausgegeben.

## Veröffentlichungen
- Die Siedlungsverhältnisse des 17. Jahrhunderts im Bereich des Amtes und Distriktes Loitz. In: Wissenschaftliche Zeitschrift der Ernst-Moritz-Arndt-Universität Greifswald, Bd. 10 (1961), math.-nat. R. 1/2, S. 159–165.
- Wandlungen im ländlichen Siedlungs- und Wirtschaftsbild des 17. Jahrhunderts im Amt Loitz und ihre Ursachen. In: Greifswald-Stralsunder Jahrbuch, Bd. 2 (1962), S. 39–47.
- [mit Bruno Benthien:] Über die Arbeit an einer historisch-geographischen Ortskartei der Bezirke Rostock, Schwerin und Neubrandenburg. In: Geographische Berichte, Bd. 8 (1963), S. 26–31.
- Der Ackerbau und die Viehwirtschaft im Amt und Distrikt Loitz um 1700. In: Greifswald-Stralsunder Jahrbuch, Bd. 5 (1965), S. 29–43.
- Göhren auf Rügen. Eine historisch-geographische Skizze. In: Wissenschaftliche Zeitschrift der Ernst-Moritz-Arndt-Universität Greifswald, Bd. 27 (1978), math.-nat. R. 1/2, S. 113–117.
- Dreißig Jahre Entwicklung sozialistischer Landwirtschaft im Kreis Greifswald. Ein historisch-geographischer Abriß. In: Greifswald-Stralsunder Jahrbuch, Bd. 12 (1979), S. 71–82.
- 100 Jahre geographische Lehre und Forschung an der Ernst-Moritz-Arndt-Universität zu Greifswald. In: Geographische Berichte, 26. Jg. (1981), S. 237–242.
- [mit Max Linke und Wilfried Strenz:] Zu den Aufgaben der Historischen Geographie in der geographischen Forschung und Lehre und ihrer gegenwärtigen Stellung in der DDR. In: Historisch-geographische Forschungen in der DDR, hrsg. vom Arbeitskreis Historische Geographie der Geographischen Gesellschaft der DDR (Wissenschaftliche Abhandlungen der Geographischen Gesellschaft der DDR, Bd. 17), Gotha 1986.
- [mit Heiko Wartenberg:] Die schwedische Landesvermessung von Vorpommern 1692–1709. In: Historische Kommission für Pommern in Verbindung mit dem Vorpommerschen Landesarchiv Greifswald (Hrsg.): Die schwedische Landesaufnahme von Vorpommern 1692–1709; [1]: Städte ; Bd. 1), Wolgast / besorgt von Heinz Jüpner. Aus dem älteren Neuschwed. ins Dt. übers. von Hans-Günter Lange. – [Peenemünde] 1992, ISBN (nicht existent!), S. 7–15.
- [mit Heiko Wartenberg:] Die schwedische Landesvermessung in Vorpommern von 1692 bis 1709. Eine Erinnerung. In: Jahrbuch für Regionalgeschichte 21 (1997/98), S. 209–223.
- Posthum:
  - Die Gemarkungen Rakow und Grabow in ihrer kulturlandschaftlichen Entwicklung. In: Henning Rischer, Martin Schoebel (Hrsg.): Verfassung und Verwaltung Pommerns in der Neuzeit. Vorträge des 19. Demminer Kolloquiums zum 75. Geburtstag von Joachim Wächter am 12. Mai 2001. (Inventare, Findbücher und kleine Schriften des Landesarchivs Greifswald, Bd. 2), Bremen 2004, S. 113–133.
  - Das Land Loitz zwischen 1200 und 1700. Ein Beitrag zu einer historisch-geographischen Untersuchung Vorpommerns. (Die schwedische Landesaufnahme von Vorpommern 1692-1709; Sonderband), Hrsg. u. eingel. v. Dirk Schleinert im Auftrag der Historischen Kommission für Pommern e. V. Verlag Ludwig, Kiel 2009. ISBN 978-3-86935-010-3.